# Túneis de Downtown Hudson
Os túneis de Downtown Hudson (anteriormente túnel da Cortlandt Street) são um par de túneis ferroviários da PATH sob o rio Hudson nos Estados Unidos, entre a cidade de Nova Iorque a leste e Jersey City, Nova Jérsei, a oeste. Os túneis conectam a estação World Trade Center, no lado nova-iorquino, à estação Exchange Place no lado de Nova Jérsei.
A PATH opera dois serviços por meio dos túneis, Newark–World Trade Center e Hoboken–World Trade Center. O primeiro opera 24 horas por dia, enquanto que o último opera apenas nos dias de semana.

## Descrição
Os túneis de Downtown Hudson formam uma conexão leste-oeste sob o rio Hudson, ligando Manhattan a leste à Jersey City ao oeste. Cada linha férrea está localizada em seu próprio túnel, o que permite uma ventilação melhor em razão do efeito pistão. Quando um trem passa pelo túnel, ele empurra o ar a sua frente em direção ao poço de ventilação mais próximo, a mesma coisa ocorre com o ar atrás dele. Ambos os túneis tem um diâmetro de 4,65 m e uma seção subaquática de 1 737 m. Os túneis são formados por segmentos circulares de aço fundido, fixados por parafusos pelas tuneladoras ao longo do processo de escavação. São revestidos por uma camada de concreto, e no exterior dela dutos permitem a passagem de cabos.
No lado de Manhattan, os túneis são conectados por um retorno que inclui cinco linhas férreas servindo seis plataformas. O leiaute desse retorno foi construído durante a edificação do Hudson Terminal, uma disposição similar foi mantida em duas estações World Trade Center da PATH que o substituíram.:59–60 A estação atual inclui quatro plataformas, mas o retorno continua um tanto parecido com o do das estação anteriores.:S.10

## História
Os túneis foram a segunda ligação não-fluvial entre Manhattan e Nova Jérsei, depois dos túneis de Uptown Hudson.:15 O projeto foi idealizado por outra empresa em 1903, a Hudson and Manhattan Railroad Corporation (H&M). Entretanto, Willian Gibbs McAdoo, da New York and Jersey Railroad Company, empresa que construiu os túneis de Uptown Hudson, estava interessada no projeto da H&M. Durante o planejamento inicial, surgiram notícias que indicavam que a Pennsylvania Railroad (PRR) estava interessada em operar os serviços pelos túneis, para que a Pennsylvania Station pudesse ser usada exclusivamente como rotas que não terminassem nela. Entretanto, McAdoo negou esses rumores, dizendo, "a PRR não tem um dólar de interesse" no projeto. Em janeiro de 1905, a Hudson Companies foi criada para concluir a construção dos túneis de Uptown Hudson. A empresa também iria construir um túnel duplo entre a estação Exchange Place, em Jersey City, e o Hudson Terminal, margeado pelas Church e Cortlandt Streets em Lower Manhattan. A companhia já contava com um capital de 21 milhões de dólares quando foi criada.
As obras na seção subaquática dos túneis de Downtown Hudson começaram em abril de 1905. Em junho do mesmo ano, o Conselho de Comissários de Transporte Público do Estado de Nova Iorque aprovou o lado de Manhattan dos túneis. A Hudson and Manhattan Railroad Company foi criada em dezembro de 1906 para operar uma rede ferroviária entre Nova Iorque e Nova Jérsei pelos túneis de Downtown Hudson. Os túneis, localizados cerca de 2,01 km ao sul de seu par mais ao norte, estavam em construção naquela época.:19 Com 910 metros desses túneis já escavados, a construção dos túneis de Downtown continuou a a todo vapor, com sua escavação sendo concluída em janeiro de 1909, sem nenhuma morte durante o processo. Os túneis foram abertos em 19 de julho de 1909, juntamente com o Hudson Terminal em Lower Manhattan.:18 Primeiramente, a operação só se estendia até Exchange Place pela transferência para a estação da PRR. A linha foi estendida para o Hoboken Terminal em 2 de agosto de 1909; para a estação Grove Street em 1910; e finalmente para a estação Park Place em 1911.
Durante a construção do World Trade Center original na década de 1960, os túneis de Downtown Hudson permaneceram em operação na forma de "túneis elevados" até 1970, enquanto uma nova estação da PATH era construída. A nova estação foi aberta em 6 de julho de 1971, e o Hudson Terminal foi fechado três dias antes. Os túneis de Downtown e Uptown Hudson foram considerados marcos históricos da engenharia civil nacional em 1978 pela Sociedade Americana de Engenheiros Civis.
O último vestígio do Hudson Terminal foi um túnel de aço fundido deixado nas fundações do World Trade Center original, localizado próximo da Church Street. Estava acima do nível da estação da PATH, e de sua substituição após os ataques de 11 de setembro de 2001. O túnel foi removido em 2008 durante a construção do novo World Trade Center, com uma de suas seções sendo doada ao Museu de Bondes da Shore Line juntamente com um dos vagões do trem da PATH que foi enterrado quando as torres colapsaram.
Em 7 de julho de 2006, um suposto plano com o objetivo de detonar explosivos nos túneis de Downtown Hudson (inicialmente no túnel Holland) foi descoberto pelo FBI. A ação incluía a detonação de uma bomba que poderia danificar significativamente os túneis e inundá-los, ameaçando todos os veículos e passageiros que estivessem no túnel na hora da explosão. Os planejadores do ataque terrorista acreditavam que Lower Manhattan poderia, como resultado da explosão, ser inundada pela água do rio proveniente do túnel. Oa agentes do Federal Bureau of Investigation declararam que o plano era falho em razão da resistência dos túneis. Como caminhões não têm permissão para passar pelo túnel Holland, e não é viável levar tal bomba a bordo de um trem da PATH, foi considerado muito difícil levar explosivos em quantidade suficiente para realizar o ataque. Mesmo que o túnel fosse danificado e água fluísse dele, Lower Manhattan seria poupada já que a área está em uma cota altimétrica entre 0,61 e 3,05 m acima do nível do mar. Dos oito participantes da planejada ação terrorista, que moravam em seis países diferentes, três foram presos.
Os túneis de Downtown Hudson foram muito danificados pelo furacão Sandy. Para que houvessem os reparos necessários, o serviço na rota Newark–World Trade Center entre Exchange Place e o World Trade Center foi suspenso durante a maioria dos finais de semana entre 2019 e 2020, com exceção dos feriados.